# Via dell'Amore
De Via dell'Amore (Italiaans voor: Liefdespad) is een van de wandelpaden in de streek Cinque Terre aan de Italiaanse Rivièra.
Het is de bijnaam van het pad dat over de rotsen tussen de dorpen Riomaggiore en Manarola loopt en wordt beschouwd als de minst zware van de verschillende paden in het gebied.
Zoals de naam al doet vermoeden is de route gemaakt tot een ode aan de liefde, wat langs de route tot uiting wordt gebracht door diverse vormen van graffiti en aan de balustraden bevestigde hangsloten als symbool van oneindige liefde.
Sinds 2012 was het pad wegens vallende stenen gesloten. In 2015 werd 200 meter van het pad heropend. Er werd tot 2024 gewerkt aan de reparatie van het pad.
Op 9 augustus 2024 is het pad weer geopend, maar met beperkingen (met name toegangstickets gedurende drukke tijden) en boetes op Graffiti.